# Partido Restauración Nacional de Zambia
El Partido Restauración Nacional (NAREP), es un partido político de oposición en Zambia de ideología conservadora. Fundado por Elias Chipimo con una visión de equidad y prosperidad, además de una innovación tecnológica e innovadora. NAREP promueve la responsabilidad social, el desarrollo económico y la justicia social a través de un liderazgo basado en valores.
En las elecciones generales de 2011, Elias Chipimo fue el candidato a la presidencia logrando 10.672 sufragios correspondientes al 0,38% de los votos. En la Asamblea Nacional lograron un 0,17% pero no obtuvieron representantes.